# Fanny Jane Butler
Fanny Jane Butler (5 de octubre de 1850-26 de octubre de 1889) fue una médica misionera británica, proveniente de Inglaterra fue la primera médica en viajar a la India. Antes de su trabajo en Kashmir, Butler formaba parte de la primera promoción de la Escuela de Londres de Medicina para Mujeres, convirtiéndose en un miembro destacado entre las mujeres doctoras. Butler pasó siete años en India hasta su muerte en 1889, abriendo ambulatorios en Sringar y Bhagalpur, donde previamente no existía ningún servicio médico. Además inició la construcción del primer hospital en Sringar en 1888 llamado John Bishop Memorial Hospital y proporcionó asistencia sanitaria a las mujeres indias para las que previamente no existía dicha asistencia.

## Primeros años
Fanny Butler nació el 5 de octubre de 1850 en Chelsea, Londres. Hija de Jane Isabella North y Thomas Butler, era la octava de diez hijos del matrimonio. Sólo sus hermanos varones recibían una educación oficial, y de forma informal le enseñaban las lecciones antes de que asistiese al West London College en 1865 a la edad de 15 años. Tras un año de colegio, Butler volvió a su hogar para ayudar con el trabajo de casa y comenzó a acudir regularmente a la iglesia de San Simón el Zelote en Chelsea. Butler estaba interesada en la religión y comenzó a impartir clases los domingos cuando tenía sólo 14 años. En 1872, Butler se trasladó a Birmingham para cuidar a su hermana mayor. Allí encontró un artículo del prominente médico misionero escocés William Elmslie, quien solicitaba mujeres misioneras que ayudasen a las mujeres en la India. Este artículo despertó el interés de Butler por el trabajo médico misionero, y dos años más tarde en 1874 fue aceptada en la India Female Normal School and Instruction Society, un grupo misionero no confesional que con el tiempo se convirtió en la Iglesia de la Sociedad Misionera Inglesa de Zenana, un grupo anglicano especialmente dedicado a cristianizar las mujeres de la India a través de distintos métodos entre los que se incluye el trabajo médico misionero.